# Chelsea Clark
Chelsea Clark (Toronto, 5 de maio de 1998) é uma atriz canadense. Ela é mais conhecida por seus papéis como Esme Song na série de drama adolescente Degrassi: Next Class e como Norah na série Netflix Ginny & Georgia.

## Biografia
Clark nasceu em 5 de maio de 1998 em Toronto, Ontário. Ela frequentou a Universidade de Toronto. Ela competiu ao nível internacional em corridas de barco dragão.

## Filmografia
| Ano           | Título               | Papel         | Notas                                                            |
| ------------- | -------------------- | ------------- | ---------------------------------------------------------------- |
| 2010          | Rookie Blue          | Dhara Singh   | Episódio: "Hot and Bothered"                                     |
| 2011          | Life with Boys       | Stacey        | 3 episódios                                                      |
| 2015          | The Stanley Dynamic  | Chelsea       | 5 episódios                                                      |
| 2016–2017     | Degrassi: Next Class | Esme Song     | Elenco principal                                                 |
| 2018          | Good Witch           | Katie         | Episódio: "Match Game"                                           |
| 2019          | Tokens               | Roxy          | Elenco recorrente                                                |
| 2020          | Let's Go Luna!       | Patra         | Elenco de voz / Episódio: "The Mystery of the Mask/Movie Monday" |
| 2021–2022     | Kung Fu              | Chloe Soong   | 2 episódios                                                      |
| 2021–presente | Ginny & Georgia      | Norah         | Elenco principal                                                 |
| 2022          | Hudson & Rex         | Imari Johnson | Episódio: "Impawster Syndrome"                                   |
| 2022          | EZRA                 | Kylo Konstine | 5 episódios                                                      |